# Châteaubourg, Ille-et-Vilaine
Châteaubourg är en kommun i departementet Ille-et-Vilaine i regionen Bretagne i nordvästra Frankrike. Kommunen ligger i kantonen Châteaubourg som tillhör arrondissementet Fougères-Vitré. År 2022 hade Châteaubourg 7 523 invånare.

## Befolkningsutveckling
Antalet invånare i kommunen Châteaubourg
Referens:INSEE